# 川嶋杏奈
川嶋 杏奈（かわしま あんな、女性、1992年4月12日 - ）は、日本の歌手・女優・ピアニスト・ラジオパーソナリティ。

## 人物
- 大阪府大阪市都島区出身。
- 特技・趣味は、ピアノ、日本舞踊、歌、ダンス（ジャズ、バレエ）、作曲、振付、ドラム、殺陣、企画制作、京ことば・関西弁。

## 出演
※太字は主演・ヒロイン

### 舞台
- 星の王子様（AI HALL）
- 信長とボク　ボクのママ（HEP HALL）
- 新歌舞伎座
  - 北島三郎特別公演
  - ピーター・松井誠特別公演
  - 前川清特別公演
- 石丸幹二主演 スマイルオブチャップリン（TBS赤坂ACTシアター）
- 川嶋杏奈クリスマスディナーショー（大阪京橋グランシャトービルキャバレー香蘭）
- 宮本武蔵外電～我が宿敵は女子高生成り～（三越劇場）
- 人斬りの恋（渋谷伝承ホール）
- 川嶋杏奈凱旋公演（京都木屋町モダンタイムス）
- AOI NO UE（渋谷伝承ホール）
- 田代大悟・川嶋杏奈W座長公演 万華の宴（渋谷伝承ホール）座長・主演・制作
- 花街（浅草5656会館）
- 川嶋杏奈BIRTHDAY公演（表参道GROUND・京橋BERONICA）
- 明日の大地（浅草5656会館）
- 内堀克利・川嶋杏奈特別公演 天下吹舞（両国シアターX）
- 大衆演劇劇団炎舞 ゲスト出演

### テレビ
- 思い出のメロディー（NHK）
- 歴史秘話ヒストリア（NHK）
- にっぽん!歴史鑑定 - 吉本せい 役（BS-TBS）

### 映画
- 太秦ライムライト - 田村鮎奈 役
- あのひと - 村口一枝 役
- 黄金を抱いて翔べ
- 駆け込み女と駆け出し男

## 活動

### 振付
- サントリー ウィスキーCM（小栗旬・萩原健一主演）
- Three Kingdoms2020 呉国編・魏国編（CBGKシブゲキ!!）

### ピアノ演奏
- チャップリン映画祭（オーディトリウム渋谷） - 黒柳徹子トーク時に映画音楽演奏
- したまちコメディ映画祭（上野不忍池水上音楽堂・浅草公会堂・山形シベールアリーナ）
  - 羽佐間道夫・野沢雅子・山寺宏一・若本規夫出演声優ライブで演奏
- チャップリンザルーツ（神戸アートビレッジセンター）
- 声優公演in新歌舞伎座
- 声優公演ヴォイス・オブ・チャップリン（TBS赤坂ACTシアター）

### ゴルフ
- ゴルフダイジェスト オンライン2016年度ミスゴルフアンバサダー - 初代グランプリ

### 司会業
- 前原誠司新年会パーティー（京都ウエスティン都）
- 大阪市都島区成人式
- 大坂の陣400年天下統一祭 秀吉大茶会（太閤園）

### 舞踊
- 浅草振袖ガールズ1期生（2017年 - 2019年）
- 東京サムライフェスティバル　演出賞・最優秀賞
- 東京パフォーマンスアワード（横浜大さん橋ホール）
- インバウンドレストラン相撲茶屋どすこい
- 吟雅　和風パフォーマンスショー（2015年 - 2018年）
- 雅屋　MIYABIYA　企業向け各種パーティー 出演
- 笑う京橋には福来る（大阪京橋 BERONICA）
- 松本梨香ファンイベント（代アニライブステーション） ゲスト出演

### 企画・制作
- Brilliant Cat（大行会ホール）
- Famillia!（三越劇場）
- 川嶋杏奈座長公演 天下吹舞（両国シアターX）

### ラジオ
- レインボータウンFM FM88.5 - パーソナリティー（2017年）
- SKYWAVE FM FM89.2
  - かんこのお気に召すまま - アシスタントパーソナリティ（2022年）
  - 杏奈と真由のお座敷de Night - メインパーソナリティ（2024年 -　）